# Zlatan Gavrilović Kovač
Zlatan Gavrilović Kovač (Dubrovnik, 25. siječnja 1959.) je hrvatski politički pisac, filozof i pjesnik, završio je srednju pomorsku školu u Splitu 1977. stekavši zvanje pomorskog nautičara. Studij sociologije i filozofije pohađa na zadarskom Filozofskom fakultetu i Filozofskom fakultetu u Zagrebu, diplomirao je na ovim odsjecima 1986. Doktorsku dizertaciju brani na Filozofskom fakultetu u Sarajevu pod mentorstvom akademika Muhameda Filipovića 1989. pod naslovom “Filozofske pretpostavke suvremene znanosti” (ili o filozofiji Nikole Kuzanskog). Jedan je od autora famozne “Bijele knjige” zbog čega je bio proskibiran u javnosti. Bio je glavni i odgovorni urednik Studentskog lista i časopisa Pitanja, od 1982. do 1985.  Školsku godinu 1990./91. provodi na stručnom usavršavanju iz teoloških studija na International Christian University u Beču, ali se zbog ratnih prilika nakon 6 mjeseci vraća u domovinu. 
Radio je kao klinički pedagog u Psihijatrijskoj bolnici Vrapče u Zagrebu od 1991. do 1994. i kao urednik na australskoj multietničkoj radio stanici 5 EBI FM u Adelaideu, od 1999. do 2003.
Zadnjih 20 godina suradnik je hrvatskih književnih portala i dopisnik iz Australije. Objavio je preko 50 znanstvenih i stručnih knjiga političke tematike, kao i prijevode s engleskoga i ruskog jezika. 
Od 2021 godine predavač je ruske filozofije i književnosti na srpskom programu radio stanice ENA u Adelaide.

## Djela
Sabrana djela 1-56, digitalne knjige, Zagreb 2012-2022

## Vanjske poveznice
- Nema kompromisa  Arhivirana inačica izvorne stranice od 22. ožujka 2022. (Wayback Machine)